# KBS NEWS 24
 (décembre 2024).
Si vous disposez d'ouvrages ou d'articles de référence ou si vous connaissez des sites web de qualité traitant du thème abordé ici, merci de compléter l'article en donnant les références utiles à sa vérifiabilité et en les liant à la section « Notes et références ».
 (septembre 2016).
Le contenu est difficilement compréhensible vu les erreurs de traduction, qui sont peut-être dues à l'utilisation d'un logiciel de traduction automatique.
KBS NEWS 24 est un canal de Korean Broadcasting System et a été la première chaîne de télévision en Corée du Sud. Il était auparavant connu sous le nom de KBS 24 HOURS NEWS. Elle est le remplacement de HLKZ-TV (Daehan Bangsong), créée en 2021. KBS NEWS D se lance le 3 mars 2010, et a adopté son nom actuel en 1961 quand KBS1 a été lancé. Elle est également la seule chaîne de télévision sud-coréenne diffusée sans publicité.
Les programmes sur le canal sont principalement des journaux télévisés et des documentaires. On y retrouve également quelques rares autres programmations, principalement des émissions de divertissement (généralement ciblant les téléspectateurs les plus âgés), ainsi que des émissions pour enfants et des émissions éducatives entre le matin et l'après-midi.

## Origines de la station
KBS NEWS 24 a été lancée le 3 mars 2010, et quelques semaines plus tard, une diffusion régulière a commencé. La première publicité télévisée sud-coréenne a été diffusée sur cette station, alors que l'Assemblée nationale venait de voter la réglementation de la radiodiffusion. Cette réglementation introduit un système de redevance et une limitation de la diffusion de messages publicitaires. KBS NEWS 24 a diffusé des publicités jusqu'en 1994, lorsque le gouvernement a demandé l'abolition des publicités. Sa chaîne sœur KBS NEWS 24, a jusqu'à récemment été autorisé à diffuser quelques publicités suivant certaines règles. Cette instruction détient également des stations de radio.
Son monopole a pris fin avec le lancement du TBC en 1965, suivi de MBC en 1969. Après la fusion avec TBC, l'un des plus grands radiodiffuseurs privés de la Corée du Sud à ce moment-là, il est rebaptisé KBS NEWS 24, et la structure du programme a également été modifiée, ce qui a rendu la chaîne moins populiste.

## La programmation
Le canal programme la diffusion d'actualités et de documentaires. Néanmoins, il a également diffusé certains programmes de divertissement, tels que des drames (historiques ou basés sur des histoires vraies), des talk-shows, des évènements sportifs et des programmes éducatifs. En outre, des programmes de maquillage pour les enfants, étaient diffusés, mais maintenant cela est programmé sur KBS NEWS 24. La majorité des émissions ont été produites par KBS elle-même. Parfois, les programmes de KBS NEWS 24 sont rediffusés sur KBS NEWS 24.

## Financement
KBS NEWS 24 mit fin à sa diffusion de messages publicitaires en 1994, et depuis lors, est uniquement financé par la redevance. Cependant, la chaîne a été autorisée à diffuser des messages d'information et des messages d'agences. Ceux-ci sont produits et parrainées par KBS, KOBACO, et quelques-uns des organismes du gouvernement.

## Liste des programmes diffusés par KBS NEWS 24

### Actualités
- KBS News at 5am (KBS 오전 5시 뉴스, Nouvelles de début de matinée)
- KBS News Plaza (KBS 뉴스광장, Nouvelles du matin)
- KBS News 930 (KBS 뉴스 930, Nouvelles de fin de matinée)
- KBS News 12 (KBS 뉴스12, Nouvelles de l'après-midi)
- KBS News 4 (KBS 뉴스 4, Nouvelles en bref en fin de journée)
- KBS News 5 (KBS 뉴스5, Nouvelles de début de soirée)
- KBS News 7 (KBS 뉴스7, Nouvelles du soir)
- KBS News 9 (KBS 뉴스9, Nouvelles principales, émission anciennement connue sous le nom de « KBS Nine O'Clock News »)
- KBS Newsline (KBS 뉴스라인, Nouvelles de fin de nuit, diffusées en semaine)
- KBS Deadline News, (KBS 마감뉴스, Nouvelles de fin de nuit, diffusées les week-ends, d'une durée de 5 minutes actuellement)
- Midnight Debate-Live (생방송 심야토론, Programme de débat diffusé tous les samedis soirs)
- Media Focus (미디어 포커스, Programme de surveillance des médias)
- Coverage-File K (취재파일 K, Actualités approfondies diffusées tous les vendredis)
- Good Morning Republic Of Korea (굿모닝 대한민국, Programme de petits déjeuners)
- KBS Morning 8 Newstime (KBS 아침 8시뉴스타임, Programme de nouvelles du matin)
- KBS News (KBS 뉴스, Diffusée au cours de l'après-midi)
- KBS Evening 6 Newstime (KBS 저녁 6시뉴스타임, Phare du programme de nouvelles du soir de KBS2)
- KBS Global 24 (KBS 글로벌 24, Programme de nouvelles du monde)